# Gonomyia (Gonomyia) latifolia
Gonomyia (Gonomyia) latifolia is een tweevleugelige uit de familie steltmuggen (Limoniidae). De soort komt voor in het Oriëntaals gebied.